# Senkamenisken
Senkamenisken est un roi nubien qui régna de 640 à 620 av. J.-C. à Napata. Il a deux fils de la reine Nasalsa : Anlamani et Aspelta.

## Biographie

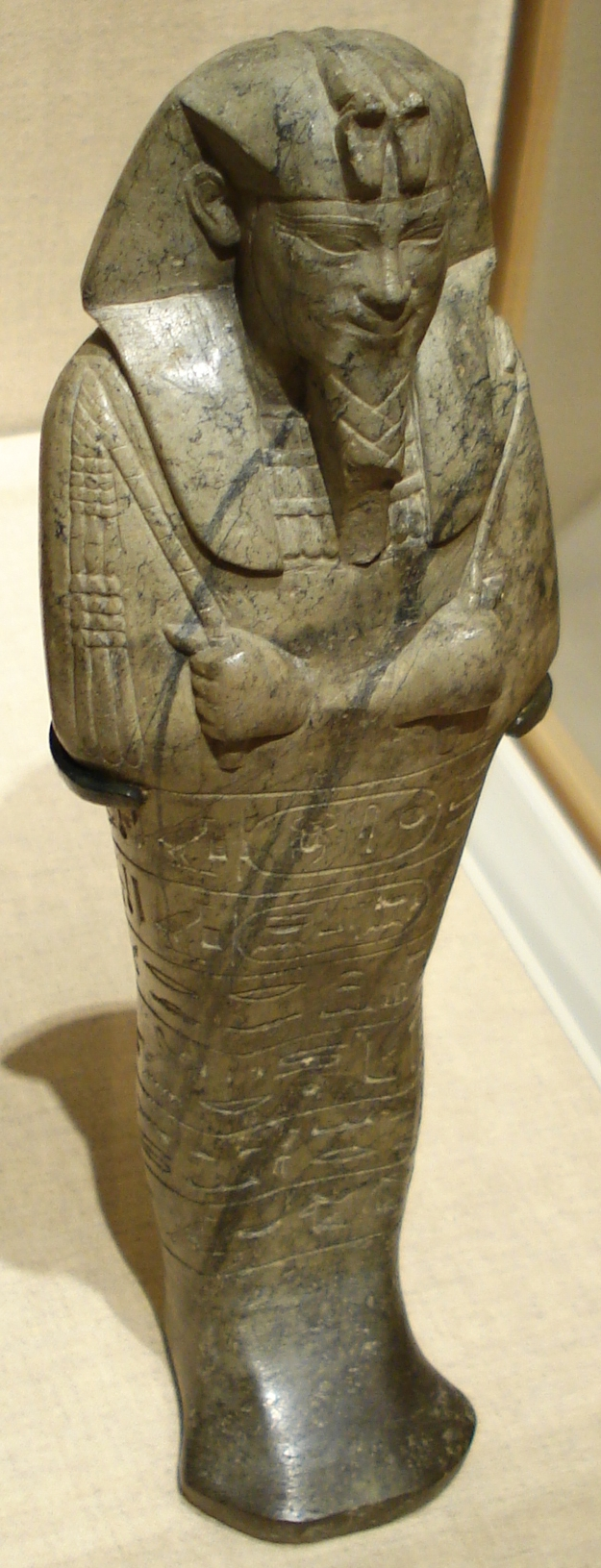
Figurine du roi Senkamenisken

Chacun d'entre eux règne sur Napata après la mort de Senkamenisken. Nous connaissons la pyramide de Senkamenisken, sur le site de Nouri (Nu.3).
Des statues du monarque sont enterrées au Gebel Barkal à la suite des attaques de Psammétique II en pays de Koush (592 av. J.-C.). Nous connaissons également un sphinx au nom de Senkamenisken, ainsi que d'autres objets à son nom découverts à Méroé ultérieurs à la prise de cette capitale par Psammétique II.